# Rickard Sandler
Rickard Johannes Sandler (29. januar 1884 i Torsåker i Västernorrlands län – 12. november 1964 i Stockholm) var en svensk socialdemokratisk politiker, der var Sveriges statsminister fra 1925 til 1926.
Sandler var minister uden portefølje fra marts til juni 1920, finansminister fra juli til oktober 1920, minister uden portefølje fra 1921 til 1923, handelsminister fra 1924 til 1925, statsminister fra 1925 til 1926 og udenrigsminister fra 1932 til 1936 og igen fra 1936 til 1939. 
Sandler er den eneste socialdemokratiske statsminister i Sverige, der ikke også har haft rollen som partileder for Socialdemokraterne. Han er også den næstyngste svenske statsminister nogensinde, da han var 41, da han blev statsminister.